# Sao Hill
Sao Hill ist ein Verwaltungsbezirk (englisch Ward) des Distrikts Mafinga (TC) in der tansanischen Region Iringa.

## Geografie
Sao Hill liegt im südlichen Hochland von Tansania. Es ist ein Stadtteil im Westen der Distrikthauptstadt Mafinga und liegt rund 80 Kilometer südwestlich der Regionshauptstadt Iringa. Er grenzt im Norden an Isalavanu, Changarawe, und Boma im Osten an Wambi und Ikongosi, im Süden an Mtwango, Mninga und Igowole und im Westen an Bumilayinga und Igombavu. Bei der Volkszählung 2022 lebten 3799 Menschen in 1072 Haushalten auf einer Fläche von 376 Quadratkilometern.

## Gliederung
Der Bezirk besteht aus fünf Stadtteilen (swahili Mtaa):
- Mtula
- Welu
- Ihefu
- Mkanzaule
- Ibikililu

## Wirtschaft und Infrastruktur
- Holzverarbeitung: Die Firma Sao Hill Industries betreibt zwei Sägewerke und eine Brikettfabrik.[8]
- Gesundheit: Im Bezirk gibt es eine öffentliche Apotheke.[9]
- Flughafen: Der Sao Hill Airport hat eine 1328 Meter lange unbefestigte Landebahn in Richtung 13/31.[10]

## Sonstiges
Im Bezirk liegt das Waldreservat Sao Hill Forest Plantation.